# Limestone (condado de Aroostook)
Limestone es un lugar designado por el censo ubicado en el condado de Aroostook en el estado estadounidense de Maine. En el Censo de 2010 tenía una población de 1.075 habitantes y una densidad poblacional de 156,69 personas por km².

## Geografía
Limestone se encuentra ubicado en las coordenadas 46°54′40″N 67°49′51″O / 46.91111, -67.83083. Según la Oficina del Censo de los Estados Unidos, Limestone tiene una superficie total de 6.86 km², de la cual 6.86 km² corresponden a tierra firme y (0%) 0 km² es agua.

## Demografía
Según el censo de 2010, había 1.075 personas residiendo en Limestone. La densidad de población era de 156,69 hab./km². De los 1.075 habitantes, Limestone estaba compuesto por el 95.35% blancos, el 1.4% eran afroamericanos, el 0.93% eran amerindios, el 1.3% eran asiáticos, el 0% eran isleños del Pacífico, el 0.19% eran de otras razas y el 0.84% pertenecían a dos o más razas. Del total de la población el 1.58% eran hispanos o latinos de cualquier raza.